# Ориндж (округ, Калифорния)
О́риндж (англ. Orange) — округ в Южной Калифорнии, США. Административный центр — город Санта-Ана. По состоянию на 2000 год население составляло 2 846 293 человека, тогда как на июль 2008 года — 3 010 759 человек, делая его третьим по численности округом в Калифорнии после округа Лос-Анджелес и округа Сан-Диего.

## География

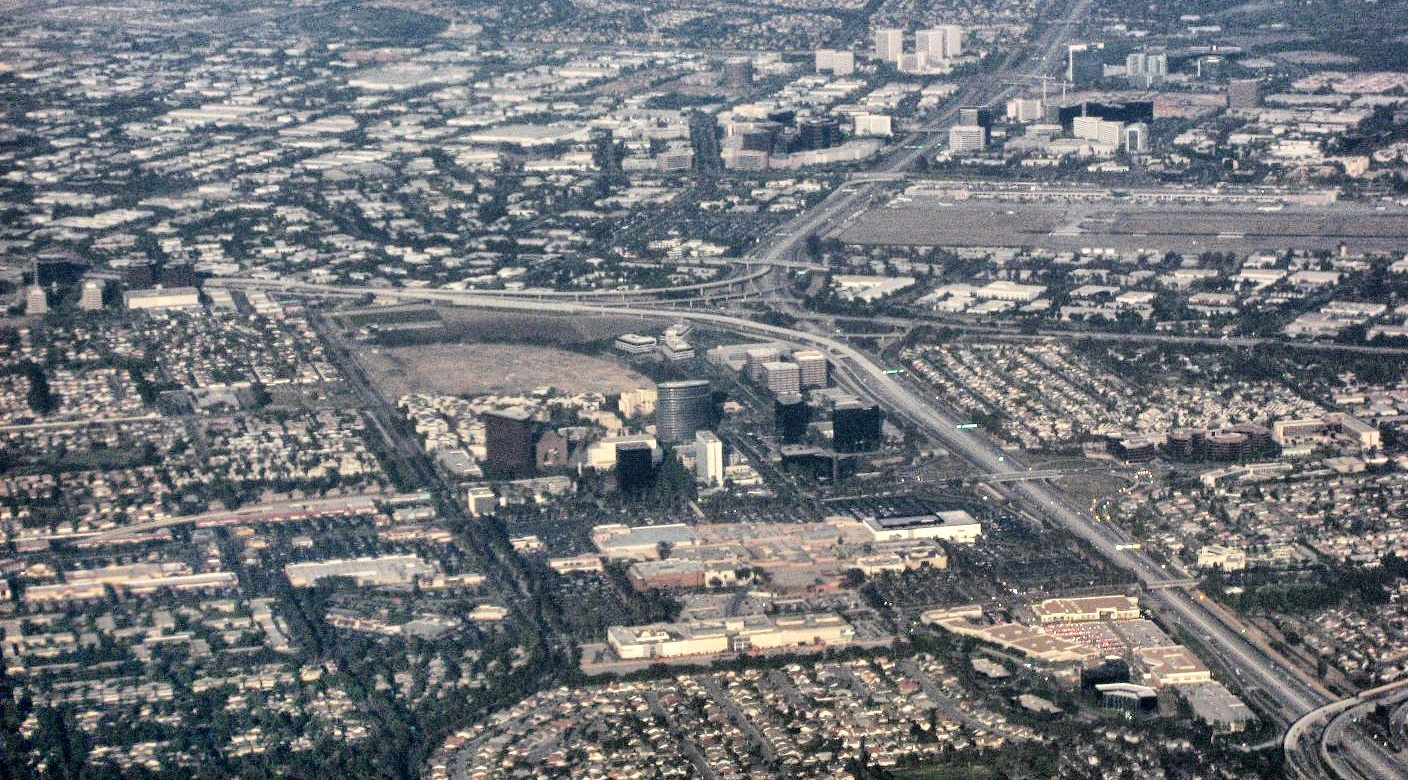
Вид на округ с воздуха

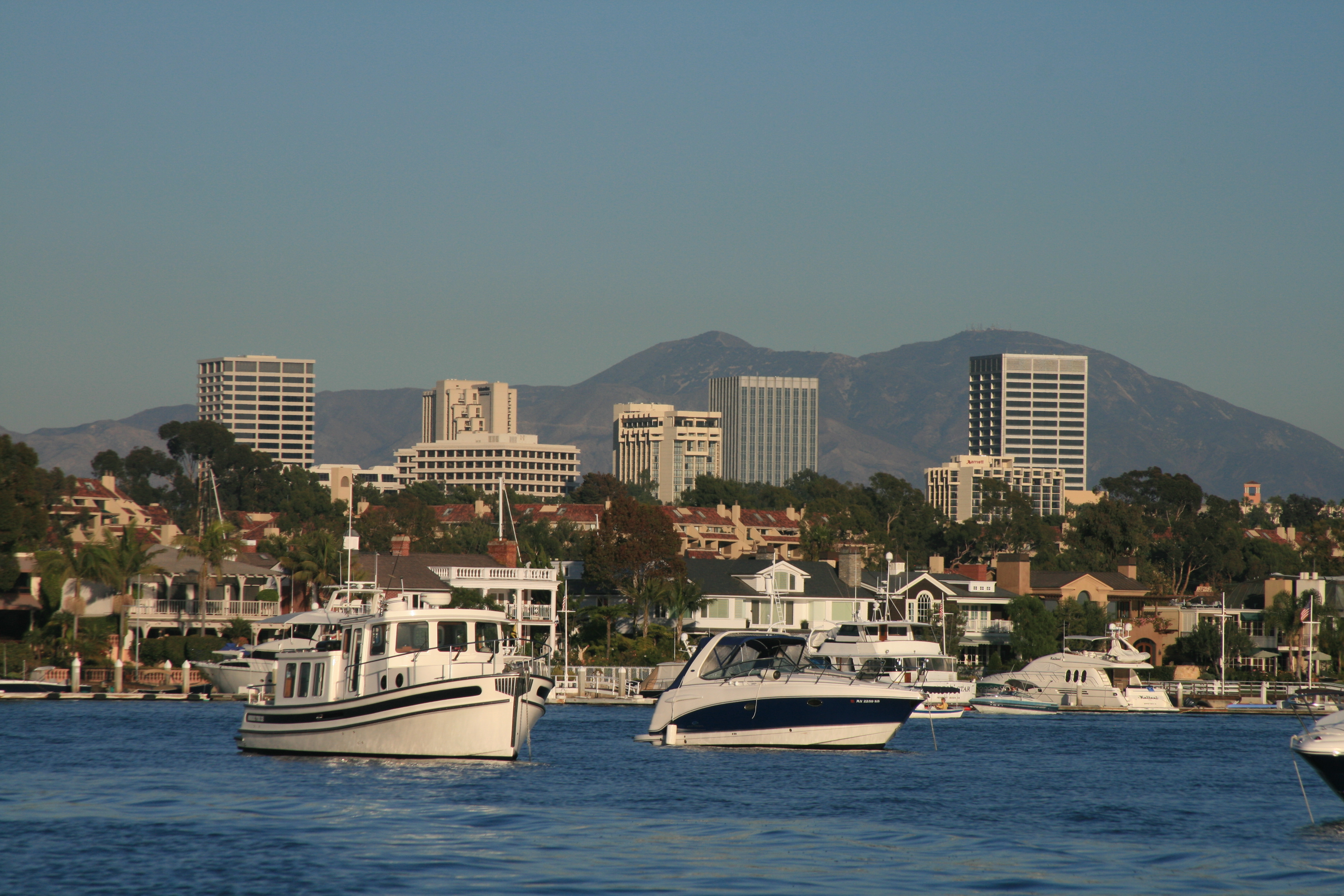
Ньюпорт-Сентер и хребет Санта-Ана на горизонте

Площадь округа составляет 2 455,3 км². Из них 2 044,5 км² (83,27 %) представлены сушей и 410,7 км² (16,73 %) представлены водой. Это самый маленький округ Южной Калифорнии. Граничит с округами Лос-Анджелес (на севере), Сан-Бернардино (на северо-востоке), Риверсайд (на востоке) и Сан-Диего (на юго-востоке); на западе и юго-западе омывается водами Тихого океана. Северо-западная часть округа располагается в пределах прибрежной равнины, тогда как юго-восточная часть возвышается в виде предгорий горного хребта Санта-Ана, проходящего по восточной границе округа. Большая часть населения проживают в двух небольших долинах: Санта-Ана и Саддлбак. Высшая точка округа Ориндж — гора Сантьяго, составляющая 1734 м над уровнем моря и находящаяся в 32 км к востоку от Санта-Аны. Сантьяго, а также находящаяся неподалёку от неё гора Моджеска (1675 м) видны практически со всей территории округа. Холмы Пералта служат западным продолжением хребта Санта-Ана и протягиваются через северо-восточную часть округа. Другим важным элементом рельефа является хребет Лома, протянувшийся вдоль хребта Санта-Ана, через центральную часть округа, и отделённая от него каньоном Сантьяго.
Крупнейшей рекой округа является Санта-Ана, пересекающая его с северо-востока на юго-запад. Её важнейшим притоком является река Сантьяго-Крик. Другие водотоки включают: Эйлисо-Крик, Сан-Хуан-Крик и Хорсетив-Крик.
Среднегодовая температура составляет 20°С.

### Города
На август 2006 года в округе насчитывались 34 города. Анахайм — старейший город округа, основанный в 1870 году, когда округ был частью соседнего округа Лос-Анджелес. Самый молодой город округа — Эйлизо-Вьехо, получивший статус города в 2001 году.
- Алисо-Вьехо, основан в 2001
- Анахайм, основан в 1857
- Брея, основан в 1917
- Буэна-Парк, основан в 1953
- Коста-Меса, основан в 1953
- Кипресс, основан в 1956
- Дейна-Пойнт, основан в 1989
- Фонтейн-Вэлли, основан в 1957
- Фуллертон, основан в 1904
- Гарден-Гров, основан в 1956
- Хантингтон-Бич, основан в 1909
- Ирвайн, основан в 1971
- Ла-Габра, основан в 1925
- Ла-Палма, основан в 1955
- Лагуна-Бич, основан в 1927
- Лагуна-Хилс, основан в 1991
- Лагуна-Нигел, основан в 1989

- Лагуна-Вудс, основан в 1999
- Лейк-Форест, основан в 1991
- Лос-Аламитос, основан в 1960
- Мисьон-Вьехо, основан в 1988
- Ньюпорт-Бич, основан в 1906
- Ориндж, основан в 1888
- Пласентия, основан в 1926
- Ранчо-Санта-Маргарита, основан в 2000
- Сан-Клементе, основан в 1928
- Сан-Хуан-Капистрано, основан в 1961
- Санта-Ана, основан в 1886
- Сил-Бич, основан в 1915
- Стантон, основан в 1956
- Тастлин, основан в 1927
- Вилла-Парк, основан в 1962
- Уэстминстер, основан в 1957
- Йорба-Линда, основан в 1967

### Невключённые территории
- Кото-де-Каса
- Коуэн-Хайтс
- Эмеральд-Бэй
- Ладера-Ранч
- Лемон-Хайтс
- Мидуэй-Сити
- Моджеска-Каньон

- Норт-Тастин
- Ориндж-Парк-Акрес
- Ранчо-Мисьон-Вьехо
- Ред-Хил
- Розмур
- Сильверадо-Каньон
- Трабуко-Каньон

## Климат
В этом районе мягкий климат со средней температурой около 70 градусов по Фаренгейту. Самый теплый месяц в году — август, самый холодный — декабрь. Морозы случаются крайне редко, что обеспечивает круглогодичный вегетационный период. Годовое количество осадков (большинство из которых выпадают в период с ноября по март) составляет около 12 дюймов, но сильно варьируется из года в год.

## Население
Население округа по данным переписи 2010 года составляет 3 010 232 человека. Расовый состав: белые (60,8 %); афроамериканцы (2,2 %); коренные американцы (0,6 %); азиаты (17,9 %); океанийцы (0,3 %); представители других рас (14,5 %); представители двух и более рас (4,2 %). Доля латиноамериканцев — 33,7 %.
По данным переписи 2000 года население составляло 2 846 289 человек. Плотность населения составляла 474 чел/км². Расовый состав: белые (64,8 %); афроамериканцы (1,7 %); коренные американцы (0,7 %); азиаты (13,3 %); океанийцы (0,3 %); представители других рас (14,8 %); представители двух и более рас (4,1 %). Доля латиноамериканцев — 30,8 %. 8,9 % населения имели немецкое происхождение; 6,9 % — английское происхождение и 6,0 % — ирландское происхождение. 58,6 % населения говорили дома только на английском; 25,3 % — на испанском; 4,7 % — на вьетнамском; 1,9 % — на корейском; 1,5 % — на китайском (кантонский и севернокитайский) и 1,2 % — на тагальском.
Доля лиц в возрасте до 18 лет составляет 27,0 %; доля лиц в возрасте старше 65 лет — 9,9 %. Средний возраст населения — 33 года. На каждые 100 женщин приходится 99 мужчин; на каждые 100 женщин в возрасте старше 18 лет приходится 96,7 мужчин. Около 7 % семей и 10,3 % населения округа находились ниже черты бедности.
По данным на 2007 год средний доход на хозяйство составляет $71 601, а средний доход на семью — $81 260.

## Транспорт
В округе находится аэропорт имени Джона Уэйна. Пригородное железнодорожное сообщение обслуживается компанией Metrolink, а сообщение на дальние расстояния — корпорацией Amtrak. Автобусное сообщение в пределах округа осуществляется компанией Orange County Transportation Authority.

### Основные транспортные магистрали
- межштатное шоссе № 5
- межштатное шоссе № 405
- межштатное шоссе № 605
- внутриштатное шоссе № 1
- внутриштатное шоссе № 22
- внутриштатное шоссе № 39
- внутриштатное шоссе № 55
- внутриштатное шоссе № 57

- внутриштатное шоссе № 73
- внутриштатное шоссе № 74
- внутриштатное шоссе № 90
- внутриштатное шоссе № 91
- внутриштатное шоссе № 133
- внутриштатное шоссе № 142
- внутриштатное шоссе № 241
- внутриштатное шоссе № 261

## Достопримечательности
Округ известен рядом туристических объектов, среди которых Диснейленд и Knott's Berry Farm, океанскими пляжами общей протяжённостью 64 км, местами религиозного вероисповедания, такими как Хрустальный собор (англ. Crystal Cathedral), церковь Saddleback и Часовня Голгофы (англ. Calvary Chapel). Округ Ориндж часто изображается в СМИ как зажиточная и политически консервативная территория.
В округе Ориндж нет одного явно выраженного центра, территория имеет пригородный характер, за исключением традиционно деловых Анахайма, Санта-Ана, Оринджа, Хантингтон-Бич и Фуллертона. Здесь также находятся несколько застроек в стиле окраины большого города, такие как South Coast Metro и Newport Center.